# Calamotropha
Calamotropha é um gênero de mariposa pertencente à família Crambidae.